# 鰭狀無鋸鰨
鰭狀無鋸鰨為輻鰭魚綱鰈形目鰨亞目無臂鰨科的其中一種，為熱帶淡水魚，分布於南美洲埃塞奎博河及亞馬遜河中上游流域，體長可達8.8公分，棲息在底層水域，生活習性不明。

## 扩展阅读
維基物種上的相關：鰭狀無鋸鰨